# Zakkur

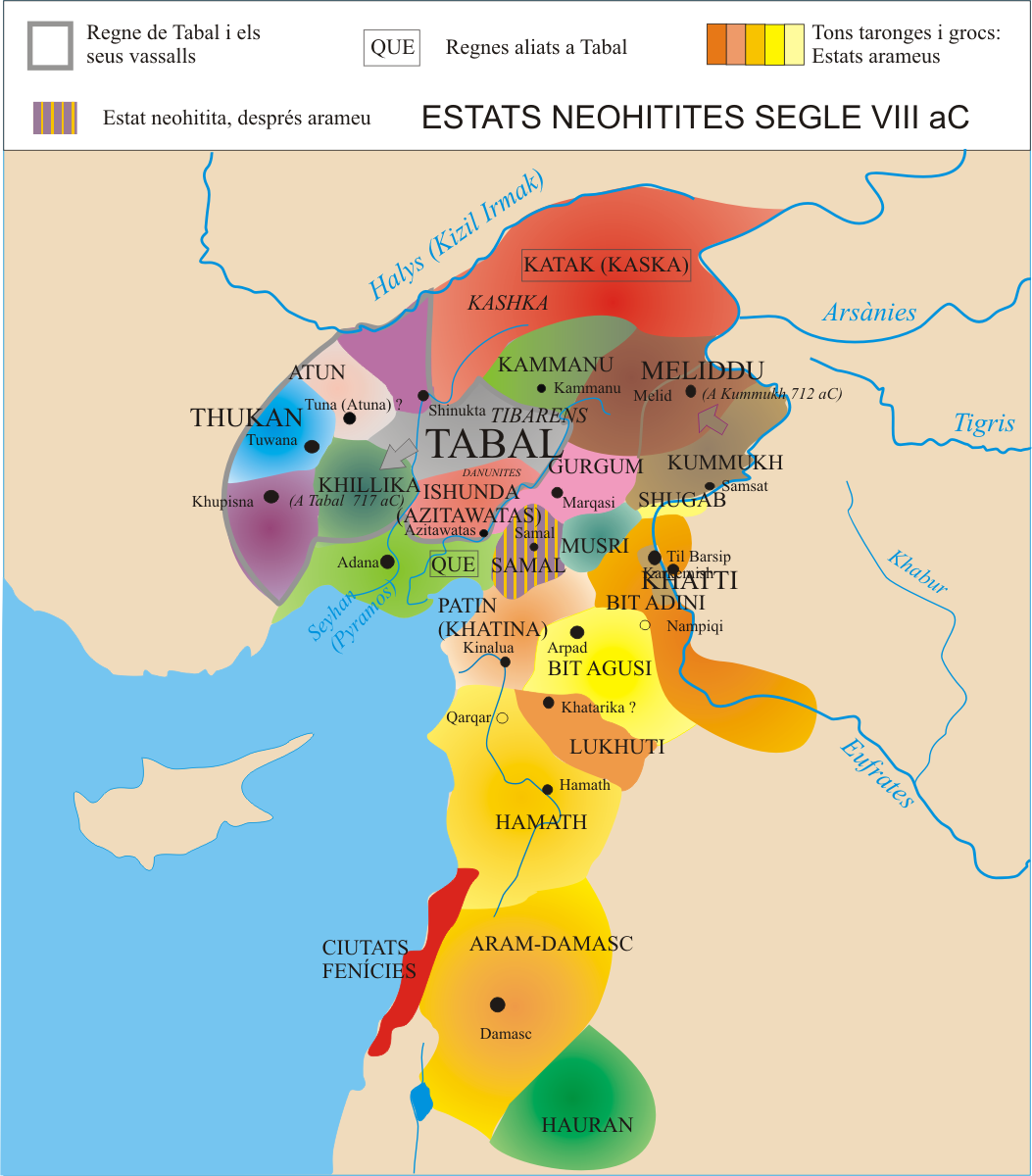
Mapa Syropalestyny w VIII w. p.n.e. z zaznaczonymi królestwami Hamat i Luasz/Luhuti

Zakkur, Zakur (aram. zkr, akad. mZa-ku-ri) – władca aramejskich królestw Hamat i Luasz, najprawdopodobniej uzurpator, panujący na przełomie IX i VIII w. p.n.e.

## Informacje o władcy
Zakkur wymieniany jest po raz pierwszy w inskrypcji na asyryjskiej steli (tzw. stela z Antakya) odkrytej przypadkowo w 1968 roku nad Orontesem, mniej więcej w połowie drogi pomiędzy tureckimi miastami Antakya i Samandağ. Inskrypcja ta dotyczy wyznaczenia nowej granicy pomiędzy królestwem Hamat, władanym przez Zakkura, a królestwem Bit-Agusi, władanym przez Attar-szumki. W imieniu asyryjskiego króla Adad-nirari III arbitrażem i ustaleniem przebiegu granicy zajął się jego turtannu (głównodowodzący wojsk) Szamszi-ilu. Zakkur nazywany jest w inskrypcji „Hamatytą”, a Attar-szumki „synem Hadrama”. Brak wzmianki o ojcu Zakkura skłonił niektórych uczonych do postawienia tezy, iż był on najprawdopodobniej uzurpatorem na tronie Hamat. Powstanie steli datowane jest na 807/806 r. p.n.e.
Sam Zakkur pozostawił po sobie stelę, którą odnaleziono w 1903 roku na stanowisku Tell Afis w Syrii. W umieszczonej na steli inskrypcji w języku aramejskim opisuje on przyłączenie do Hamat królestwa Luasz oraz swe zwycięstwo nad koalicją siedemnastu królów, których armia, pod przywództwem Ben-Hadada III z królestwa Damaszku, obległa go wcześniej w mieście Hazrak (Hatarikka), stolicy Luasz. Swe ocalenie i zwycięstwo przypisuje on boskiej interwencji, choć zdaniem uczonych prawdziwym jego wybawwcą była najprawdopodobniej armia asyryjska. Wydarzenia opisane w inskrypcji Zakkura miały miejsce najprawdopodobniej w 796 r. p.n.e.

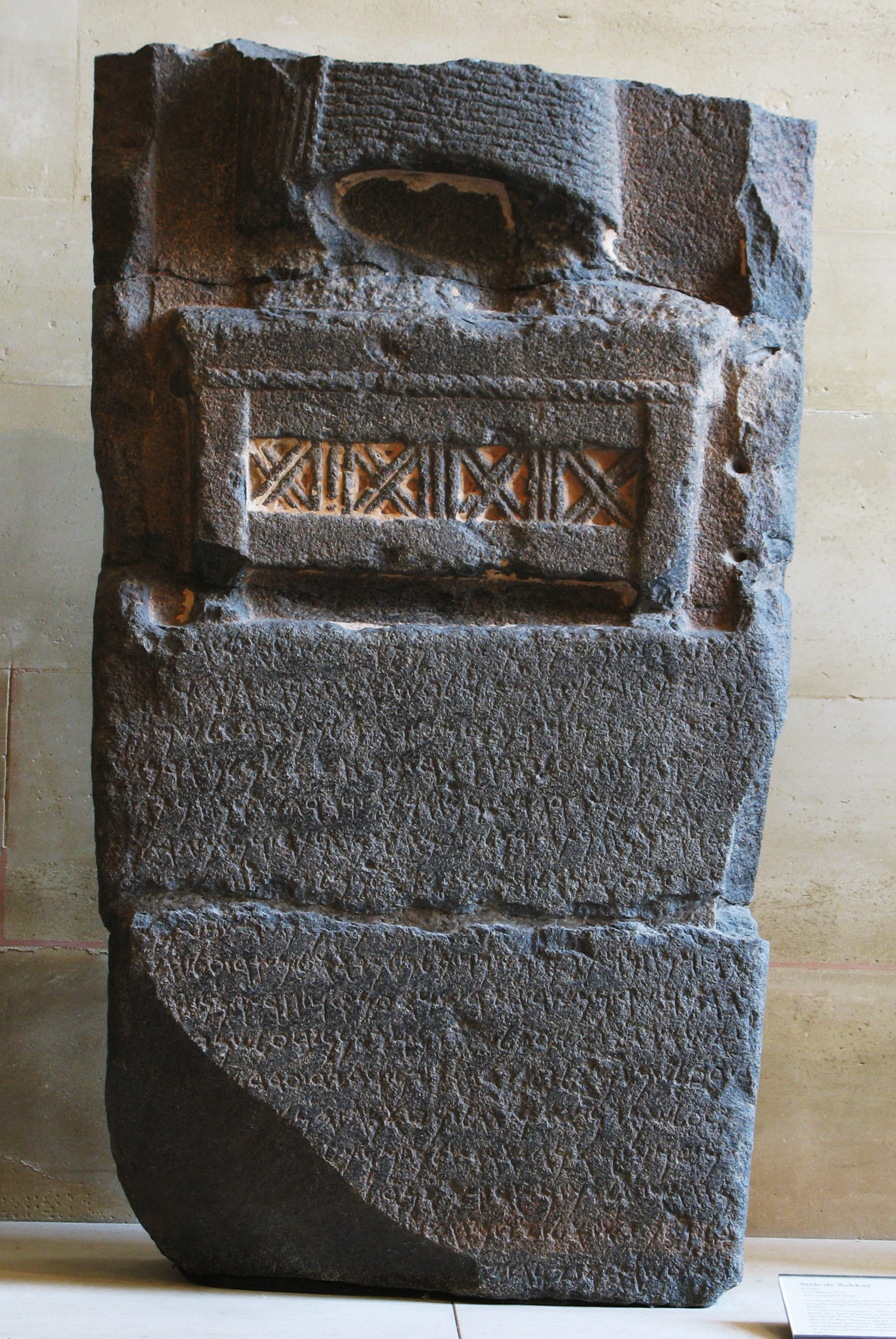
Stela Zakkura w zbiorach Luwru (AO 8185); wys. 13cm., szer. 62 cm.

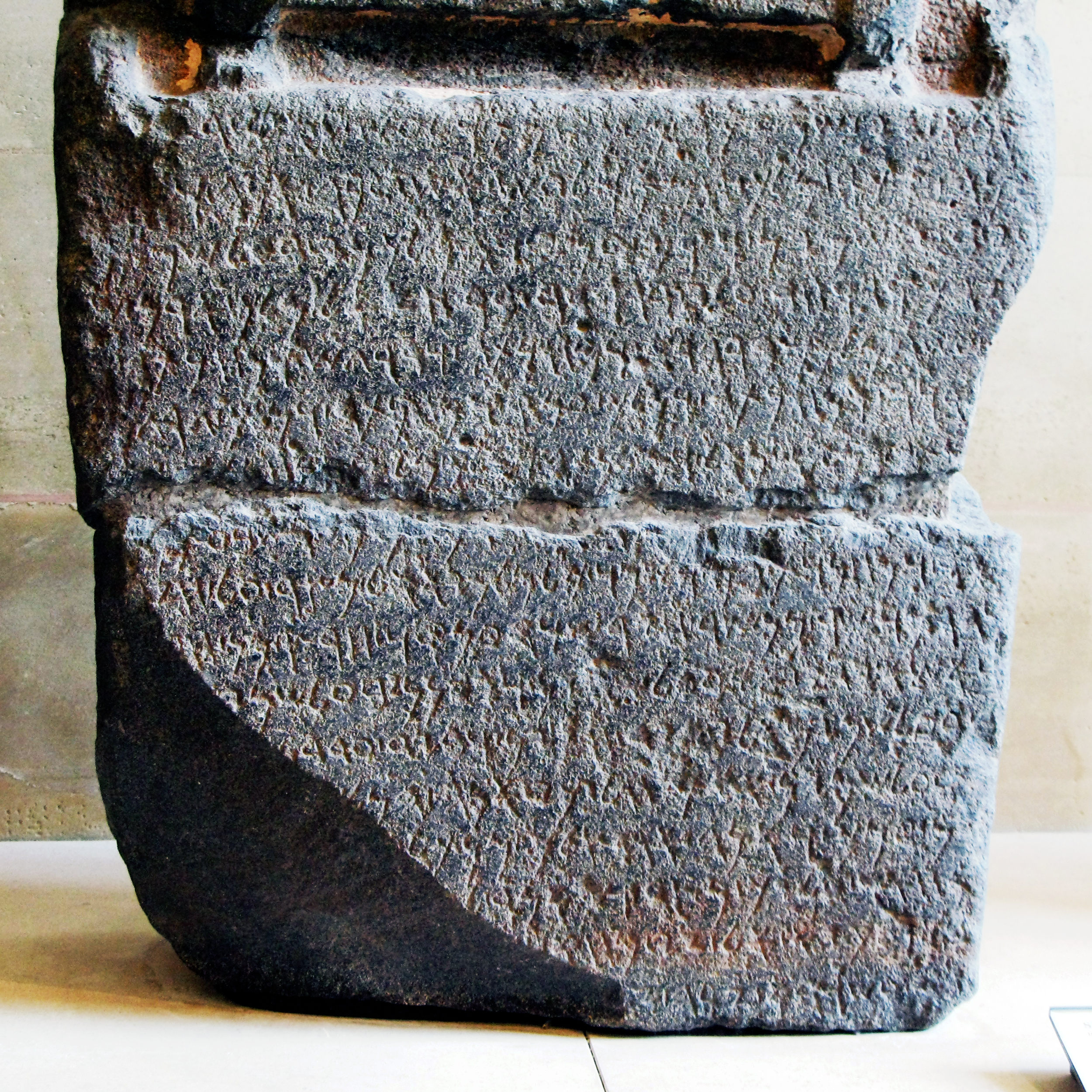
Stela Zakkura - zbliżenie na aramejską inskrypcję na stronie przedniej

## Stela Zakkura
Stela Zakkura odnaleziona została w 1903 roku na stanowisku Tell Afis (starożytne Hazrak lub Apisz) w Syrii, ok. 25 mil na południowy zachód od Aleppo. Na steli znajdowało się przedstawienie reliefowe ukazujące najprawdopodobniej Iluwera, boga opiekuńczego Hazrak/Apisz. Do czasów współczesnych zachowała się jednak tylko dolna część płaskorzeźby wraz z podstawą, na której wyryta została inskrypcja w języku aramejskim. Inskrypcja ta zaczyna się na przedniej stronie steli i ciągnie na stronie lewej, mocno uszkodzonej (ok. 30 linijek tekstu brakuje). Na prawej, również mocno uszkodzonej stronie steli, zachowały się jedynie dwie linijki tekstu.

### Treść inskrypcji

#### Strona przednia
(1) „[St]ela Zakkura, króla [Ha]ma[t] i Luasz, ustawiona dla Iluwera, [jego boga.]

(2) [Ja] jestem Zakkur, król Hama[t] i Luasz. Ja jestem skromnym człowiekiem, ale

(3) Baalszamajn [dał] mi [zwycięstwo] i stał ze mną. Baalszam[ajn] uczynił mnie królem [nad]
(4) [Ha]zrak. Wtedy Bir-Hadad (tj. Ben-Hadad III), syn Chazaela, król Aramu (tj. Damaszku), utworzył przeciwko mnie sojusz
(5) sied[emn]astu króló[w]: Bir-Hadad i jego armia, Bir-Gusz i jego armia,
(6) [król] Que i jego armia, król Umq i jego armia, król Gurgum
(7) i] jego [armi]a, król Sam’al i jego armia, król Miliz [i jego armia, król]
(8) [... i jego armia, król ... i jego armia - razem] siedem[nastu]
(9) z ich armiami. Wszyscy ci królowie rozpoczęli oblężenie Hazr[ak].
(10) Wznieśli mur wyższy od muru Hazr[ak]. Wykopali rów głębszy od [jego] fos[y].
(11) Ale ja wzniosłem ręce do Baalszamajna i Baalszamaj[n] odpowiedział mi [i]
(12) Baalszamajn [powiedział] do mnie [przez] proroków i przez jasnowidzów [i]
(13) Baalszamajn [rzekł]: 'Nie l[ęk]aj się, bo to ja uczyniłem [ciebie] królem [i ja
(14) s]tanę z [tobą] i ja wybawię cię od wszystkich [tych królów którzy]
(15) rozpoczęli oblężenie przeciwko tobie!' Wtedy Baalszamajn powiedział do mn[ie ...]
(16) [ws]zyscy ci królowie którzy rozpoczęli [oblężenie przeciwko tobie ...]
(17) [ ... ] i ten mur, któr[y ... ]”

#### Lewa strona
(ok. 30 linijek tekstu brakuje)
(1) „[ ... ] Hazrak ... [ ... ]
(2) [ ... ] dla rydwanów [i] jazdy
(3) [ ... ] jego król w jego środku, ja
(4) [wzniosłem] Hazrak i [ja] dodałem
(5) [do niego] cały region
(6) [ ... ] i [ja] us[tanowi]łem [me] panowanie
(7) [ ... ]
(8) te twierdze na całym [mym] teryto[rium].
(9) [Wtedy odbudo]wałem świątynie bogów na ca[łym]
(10) mym [terytorium] i odbudowałem [ ... ]
(11) Apisz i [ ... ]
(12) [ ... ] świątynię [ ... ]
(13) [i] ustawiłem przed I[luwerem]
(14) tę stelę i zapisa[łem]
(15) [na] niej dokonania mych rąk. [Ktokolwiek]
(16) usunie dok[onania
(17) rąk] Zakkura, króla Hama[t i Lu]asz,
(18) ze steli, i ktokol[wiek]
(19) [us]unie tę stelę sprzed
(20) I]luwera i zabierze ją [z]
(21) jej [mie]jsca, lub ktokolwiek wyśle [ ... ]
(22) [ ... ]
(23) [ ... Baal]szamajn i I[luwer ... ]
(24) i Szamasz i Szahar
(25) [ ... ] i bogow[ie] niebio[s]
(26) [i bogow]ie ziemi i Baal[ ... ]
(27) [ ... ] człowieka i [ ... ]
(28) [ ... ]”

#### Prawa strona
(ok. 30 linijek brakuje od góry)
(1) „[ ... ]
(2) [ ... ] imię [Za]kkura i imię [jego syna ... ]”